# District de Châu Thành (An Giang)
Châu Thành est un district de la province d'An Giang du sud-est du Viêt Nam. 

## Géographie
La superficie de Châu Thành est de 347 km². 
Le chef lieu du district est An Châu.